# Bolsa de Palestina
La Bolsa de Palestina (PEX) (en árabe: بورصة فلسطين‎, bursat filasteen) es una bolsa de valores ubicada en Nablus, Palestina. La bolsa fue establecida en 1995, y actualmente opera bajo la supervisión de la Autoridad de Capital Mercantil Palestino. En 2021, su director ejecutivo era Ahmad Sameh Aweidah.
En 2019, la bolsa tenía 48 compañías cotizadas, 143 millones de acciones y una capitalización bursátil de 3,8 mil millones de dólares distribuidos entre cinco áreas principales: banca y servicios financieros, seguros, inversiones, industria y servicios. La mayoría de las compañías cotizan en dinares jordanos o en dólares estadounidenses. La bolsa tiene aproximadamente diez agencias de bolsa autorizadas para asesorar o realizar directamente inversiones o transacciones de valores.
La Bolsa de Palestina ha sido una entidad privada desde su fundación. En 2019, el 83% de los accionistas en la bolsa eran palestinos y el otro 17% eran extranjeros. La bolsa es un miembro de la Federación de bolsas euro-asiáticas (FEAS).

## Historia

### Fundación
La Bolsa de Palestina (PEX) fue incorporado a principios de 1995 como un ente privado accionarial con el Palestine Development & Investment Company (PADICO) como su accionista principal. La Autoridad Nacional Palestina aprobó el plan de PADICO de fundar la bolsa en julio de 1995 y se formó un equipo para establecer una bolsa de valores plenamente electrónica y depositaria.

### Inicios
Para agosto de 1996, el PEX ya estaba plenamente operacional y el 7 de noviembre de 1996 el PEX firmó un acuerdo operativo con la Autoridad Nacional Palestina para la autorización y cualificación de empresas de corretaje. El 18 de febrero de 1997 el PEX tuvo su primera sesión comercial. El PEX ha estado totalmente automatizada desde su establecimiento, y la primera en serlo entre las bolsas de valores árabes.

### Comercio electrónico
El PEX lanzó su portal de comercio electrónico el 24 de abril de 2007. El PEX se convirtió en una compañía pública en febrero de 2010 y empezó a cotizar el 4 de abril de 2011.

## Marco regulador
En el 2005, con el desarrollo de la estructura legal del sector de seguridades en Palestina, en particular con la emisión de la Ley de Seguridades No.12 de 2004 y la Ley de Autoridad de Mercado Capital No.13 de 2004, la Autoridad de Capital Mercantil Palestino (CMA) tomó el control sobre la supervisión de la bolsa y la emisión de seguridades por parte de compañías públicas.
La Bolsa de Palestina opera bajo el acuerdo de la Ley de Seguridades No.12 de 2004 y bajo las leyes que provienen de ella en una manera que no contraviene con las directivas de la  Autoridad de Capital Mercantil Palestino (CMA).

## Horario de mercado
La bolsa está abierta de domingo a jueves entre 9:45 y 13:00 durante todo el año y está cerrada los viernes, sábado, fiestas públicas y el último día laborable del año fiscal.